# Arctia virginalis
Arctia virginalis är en fjärilsart som beskrevs av Charles Oberthür 1916. Arctia virginalis ingår i släktet Arctia och familjen björnspinnare. Inga underarter finns listade i Catalogue of Life.